# Discus guerinianus
Discus guerinianus е вид коремоного от семейство Discidae. Видът е застрашен от изчезване.

## Разпространение
Разпространен е в Португалия (Мадейра).